# Erich Ziegler (Musiker)

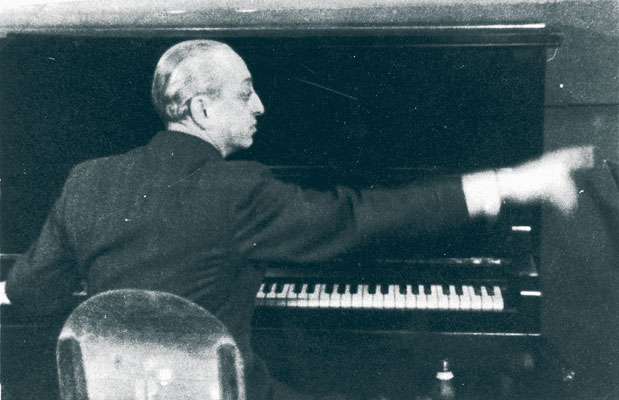
Erich Ziegler am Klavier im Lager Westerbork

Erich Ziegler (geboren am 3. Januar 1900 in Berlin, Deutsches Reich; gestorben am 24. Dezember 1948 in Den Haag, Niederlande) war ein deutscher Musiker, Kapellmeister und Komponist.

## Leben
Ziegler hatte bis 1933 ein recht unspektakuläres Leben als Kapellmeister geführt. Als Jude im NS-Staat ausgegrenzt, emigrierte der gebürtige Berliner in die Niederlande, wo er sich der Emigrantenbühne „Theater der Prominenten“ anschloss. Während der deutschen Besatzung in seiner neuen Wahlheimat wurde Ziegler verhaftet und am 2. Dezember 1942 in das Durchgangslager Westerbork deportiert. Dort nahm er, ab Mai 1943 an der Seite von Willy Rosen, als Pianist und Komponist an Lagerprogrammen Max Ehrlichs teil, wie beispielsweise 1943 Humor und Melodie.
Am 12. April 1945 wurde Ziegler aus Westerbork befreit. Er blieb in den Niederlanden und fand seine Beschäftigung als musikalischer Leiter am Skala-Theater, wo er diverse Revuen musikalisch betreute. 1948 gab ihm der niederländische Remigrant Jaap Speyer bei der Inszenierung Ein Königreich für ein Haus die Gelegenheit, auch einmal eine Filmmusik zu komponieren. Es wurde Erich Zieglers letzte Arbeit. Er starb an Heiligabend 1948 in Den Haag.